# Ladonien
Ladonien (lat., eng.: Ladonia) ist eine Mikronation an der südschwedischen Küste am Kattegat. Der schwedische Künstler Lars Vilks rief sie 1996 nach einem jahrelangen Gerichtsstreit mit den örtlichen Behörden über zwei von ihm errichtete größere Skulpturen in einem Naturschutzgebiet aus. Die Behörden wollten die Kunstwerke wegen fehlender Baugenehmigung abreißen lassen, wozu es allerdings nie gekommen ist. Ein weiteres 1999 errichtetes Kunstwerk ist jedoch inzwischen entfernt worden.

## Geschichte

### Nimis, Arx und Ladonien

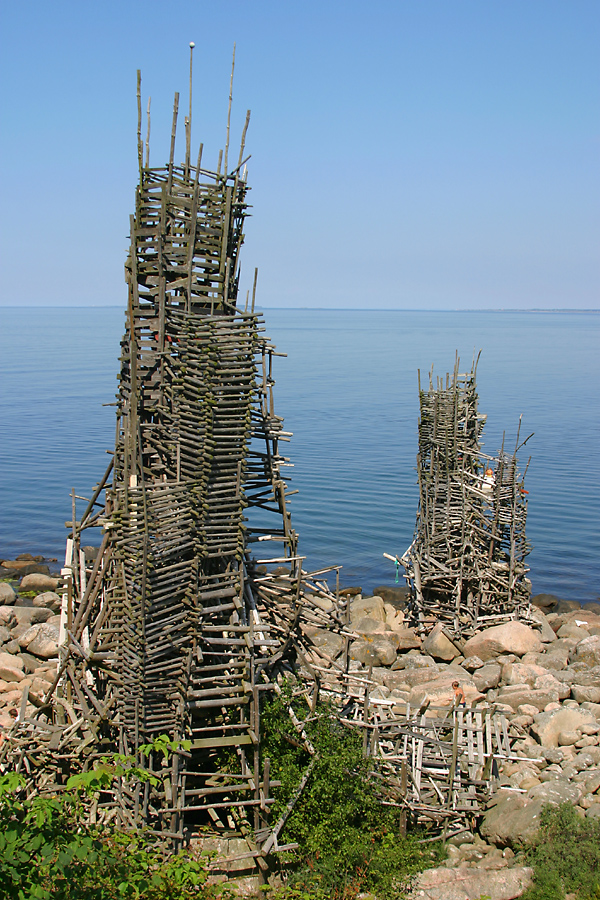
Nimis

1980 begann der Künstler Lars Vilks mit der Konstruktion von Nimis (lat.: „zu viel“), einem aus Treibholz bestehenden Komplex, der mittlerweile 75 Tonnen wiegt. Das Kunstwerk entstand im Naturschutzgebiet Kullaberg im nordwestlichen Schonen (Schweden).
Das Gelände um das Kunstwerk ist schwer zugänglich, deswegen wurde es erst nach zwei Jahren von offizieller Seite entdeckt. Die  Behörden beschlossen die Entfernung und erklärten Nimis zum Gebäude, für das im Naturschutzgebiet keine Baugenehmigung vorlag. Vilks focht die Entscheidung an, verlor aber vor Gericht. Auch wiederholte Versuche Vilks waren erfolglos, und schließlich ordnete  die schwedische Regierung an, dass der Beschluss der Behörden durchzusetzen sei. Allerdings war Nimis in der Zwischenzeit von Joseph Beuys und nach dessen Tod von Christo und Jeanne-Claude aufgekauft worden. 1985 wurde Nimis von einem unbekannten Brandstifter – bei einem Stand von etwa 15 Tonnen – zu großen Teilen zerstört. Vilks verlor aber keine Zeit beim Wiederaufbau, sodass das Kunstwerk in seiner Gesamtmasse bald die ursprünglichen 15 Tonnen übertraf. 1991 begann Vilks die Arbeiten an der Steinskulptur Arx (lat.: „Festung“). Fortan war auch diese Skulptur Gegenstand der Gerichtsverhandlungen. 1996 verlieh Vilks seinem Protest Ausdruck, indem er den Staat Ladonien ausrief. Der Name geht auf den Drachen Ladon in der griechischen Mythologie zurück.
Im November 2016 brannte Nimis erneut. Es wird wieder von Brandstiftung ausgegangen.

### Omphalos
1999 wurde eine weitere Skulptur, Omphalos (schwed. auch Omfalos; benannt nach Omphalos, einer kleinen Skulptur in einem Tempel in Delphi; „der das Zentrum der Welt markiert“), errichtet. Sie bestand aus Stein und Beton, war 1,61 m hoch und wog etwa eine Tonne. Die Gyllenstiernska Krapperupstiftelsen, eine Stiftung zum Erhalt eines etwa 3 km entfernt liegenden Schlosses und Eigentümer des von Vilks besetzten Landes, beschuldigte Vilks, diese Skulptur errichtet zu haben, informierte die Polizei und forderte obendrein die Entfernung von Nimis und Arx. Vilks bestritt zunächst seine Urheberschaft an Omphalos. Im August 1999 ordnete das zuständige Gericht die Entfernung von Omphalos an, entschied aber gegen die Entfernung der beiden anderen Kunstwerke. Obwohl die Polizei nicht in der Lage war, Vilks eindeutig als Erbauer von Omphalos zu identifizieren, ging das Gericht davon aus, dass er es war.
Die Entfernung von Omphalos führte, wie zu erwarten, zu Kontroversen. Vilks wurde beauftragt, eine annehmbare Methode zur Entfernung des Kunstwerks zu finden. Er schlug daraufhin vor, es am 10. Dezember 2001 – dem 100. Jubiläum des Friedensnobelpreises – zu sprengen und ersuchte um die Erlaubnis, dies auszuführen. Die Behörden fassten am 7. Dezember einen Beschluss, hielten ihn aber bis zum 10. Dezember geheim. Mittlerweile hatte der Künstler Ernst Billgren Vilks Omphalos abgekauft und gefordert, dass sein Eigentum nicht beschädigt würde. Am 9. Dezember wurde das Team eines Sicherheitsdienstes im Auftrag der Behörden entsandt, das sich auf dem Seeweg näherte und Omphalos entfernte. Trotz der Ansprüche von Billgren wurde die Skulptur dabei beschädigt. Die Entfernungskosten von 92.500 schwedischen Kronen wurden Vilks in Rechnung gestellt. Billgren spendete das Kunstwerk an das schwedische Museum Moderna museet, wo es heute ausgestellt ist.
In der Folge ersuchte Vilks um die Erlaubnis, ein Denkmal für das Kunstwerk am gleichen Ort zu errichten. Es wurde eine Erlaubnis ausgesprochen, allerdings nur für ein Denkmal mit einer Höhe nicht über 8 cm. Dennoch errichtete er ein Denkmal und weihte es am 27. Februar 2002 ein.
2002 berichtete Vilks, dass über 3000 Pakistaner, in Missdeutung der Webpräsenz der Mikronation, sich um einen Einwandererstatus beworben hatten.

## Bevölkerung und Staatsbürgerschaft
In Ladoniens Webpräsenz wird erklärt: „Niemand lebt in Ladonien. Alle Staatsbürger sind Nomaden.“ Die Staatsbürgerschaft kann online beantragt werden und ist kostenlos. Für eine Gebühr von 30 US-$ kann zusätzlich ein Adelstitel erworben werden. Derzeit (2022) gibt es ca. 27.000 ladonische Staatsbürger.
Mittlerweile sind eine ganze Reihe „Minister“ und „Botschafter“ ernannt worden, hauptsächlich ebenfalls Künstler, die von Vilks Kenntnis erlangt haben. Viele Ministerien haben künstlerische bzw. exotische Namen (ein frühes Beispiel: „ministry of art and jump“). „Steuern“ werden in Ladonien nach den Regeln des Landes durch Einbringen der eigenen Kreativität „gezahlt“. Ladonien ist eine konstitutionelle Monarchie. Amtierende Königin ist (Stand 2021) Queen Carolyn I. Amtierender Premierminister ist Frans Brood.

## Flagge

Flagge Ladoniens („Glorious Green“)
Seitenverhältnis: 13:21

Variante mit Auszeichnung des Kreuzes
Seitenverhältnis: 13:21

Die Flagge Ladoniens ist eine grüne Flagge mit einem grünen nordischen Kreuz. Dabei tritt die Besonderheit auf, dass Hintergrund und Kreuz exakt dieselbe Farbe haben, sodass die Flagge einheitlich grün erscheint und so schwer von der alten Flagge Libyens zu unterscheiden ist. Daher ist auch eine Variante mit weißen Konturen üblich.
Die Farbe der Flagge ist im Farbraum sRGB definiert als der Farbwert #009000 (rot: 0, grün: 144, blau: 0). Die Flagge ist 13 Einheiten hoch und 21 Einheiten breit. Die Kreuzarme sind jeweils 3 Einheiten breit. Die linken grünen „Hintergrund“-Felder sind quadratisch. Die horizontale Einteilung ist also 5: 3: 13, die vertikale 5: 3: 5.
Der tiefere Grund hinter dem Seitenverhältnis (13:21), dem Auftreten der Abmessungen von 3, 5 und 13 Einheiten und dem Farbwert des grünen Kanals von 144 ist die Verwendung von Fibonaccizahlen. Wesentlich ist dabei auch, dass das Verhältnis aufeinanderfolgender Fibonaccizahlen sich dem Goldenen Schnitt 0,618… nähert. Daher wird dem Verhältnis 13⁄21 = 0,619… ein ästhetischer Wert zugeschrieben. Gleiches gilt für die in der Flagge auftretenden Rechtecke mit den Verhältnissen 8⁄13 = 0,615…, 5⁄8 = 0,625 und 3⁄5 = 0,6. Außerdem können Quadrate der Seitenlängen 3, 5, 8 und 13 ausgemacht werden.
Ladonien besitzt außerdem eine spezielle Seeflagge. Sie ist im Wesentlichen weiß mit einem grünen Kreuz, zeichnet sich aber durch eine Reihe weiterer Einzelheiten aus.

## Nimis
Nimis ist eine Reihe aus Treibholz bestehender labyrinthischer Türme und Gänge entlang Ladoniens Küste. Ein Teil der Konstruktion wird auch von umgestürzten Bäumen und abgefallenen Ästen gebildet. Der Aufbau wird kontinuierlich fortgesetzt. Ein separater Turm, Wotan, wird als „capital“ (Hauptstadt) des Landes geführt.
Das Kunstwerk ist nicht einfach zu finden, da es aus naheliegenden Gründen nicht ausgeschildert oder in Karten verzeichnet ist. Um Nimis, und damit Ladonien, zu finden, startet man am besten bei Himmelstorp, einem gut erhaltenen Gehöft aus dem 18. Jahrhundert, und folgt einem mit gelben „N“s markierten Pfad, der leicht gangbar beginnt, allerdings zunehmend unwegsamer wird.

## Arx

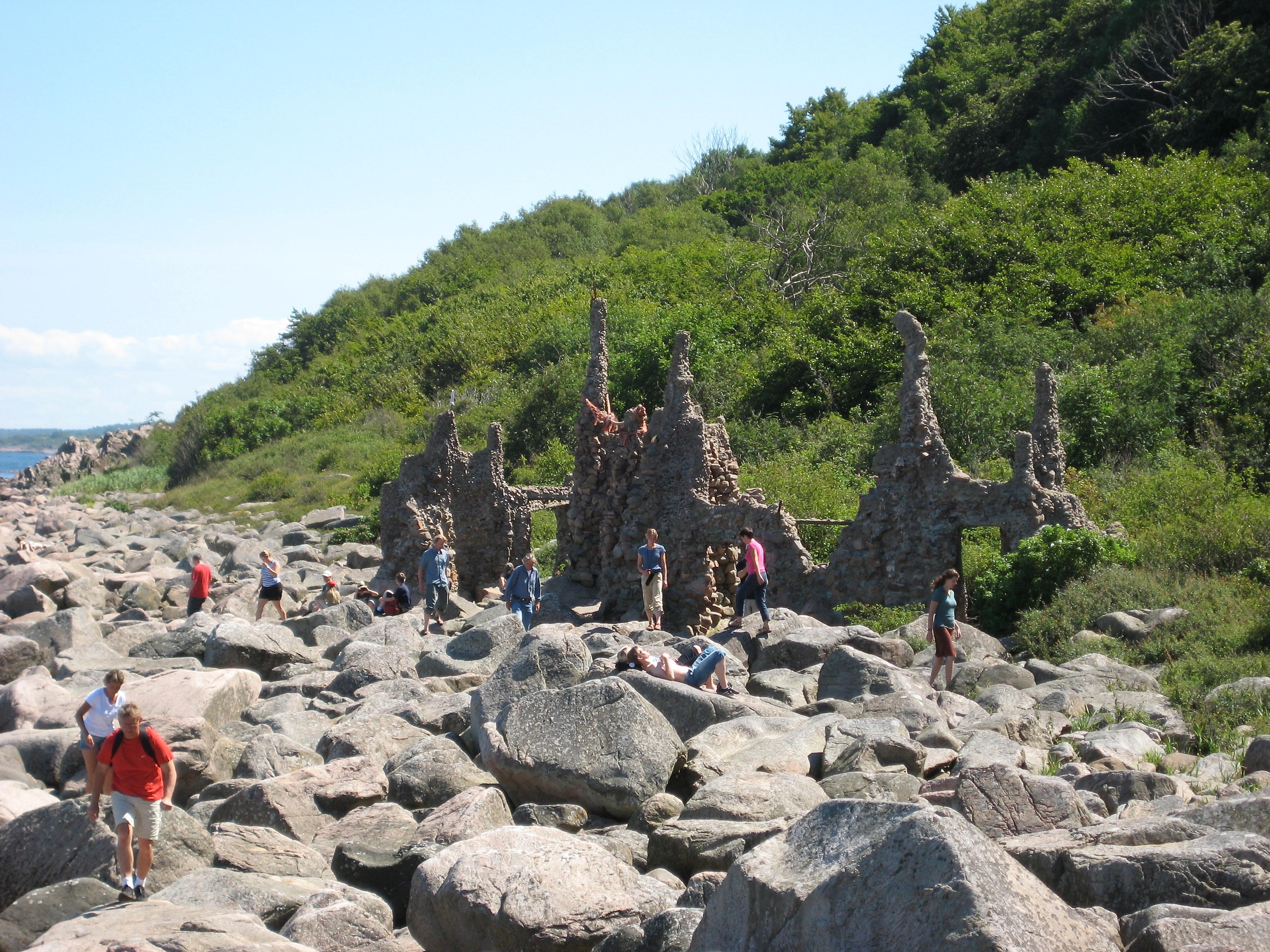
Arx

Arx ist ein weiteres Kunstwerk in der Nähe von Nimis in Form einer Skulptur aus mit Beton zusammengehaltenen Steinen, die ein abstraktes Buch verkörpern und in die Seitennummern eingeritzt sind, sowie gelegentlich Text und Zeichen. Das Buch wiegt 150 Tonnen, hat 352 Seiten und wurde sogar 1993 im schwedischen Verlag Nya Doxa veröffentlicht. Die Auflage beträgt heute mindestens zwei, denn es ist bereits eine „Kopie“ errichtet worden. Arx bildet den zweiten Teil der Verfassung Ladoniens.